# Саксонов, Сергей Владимирович

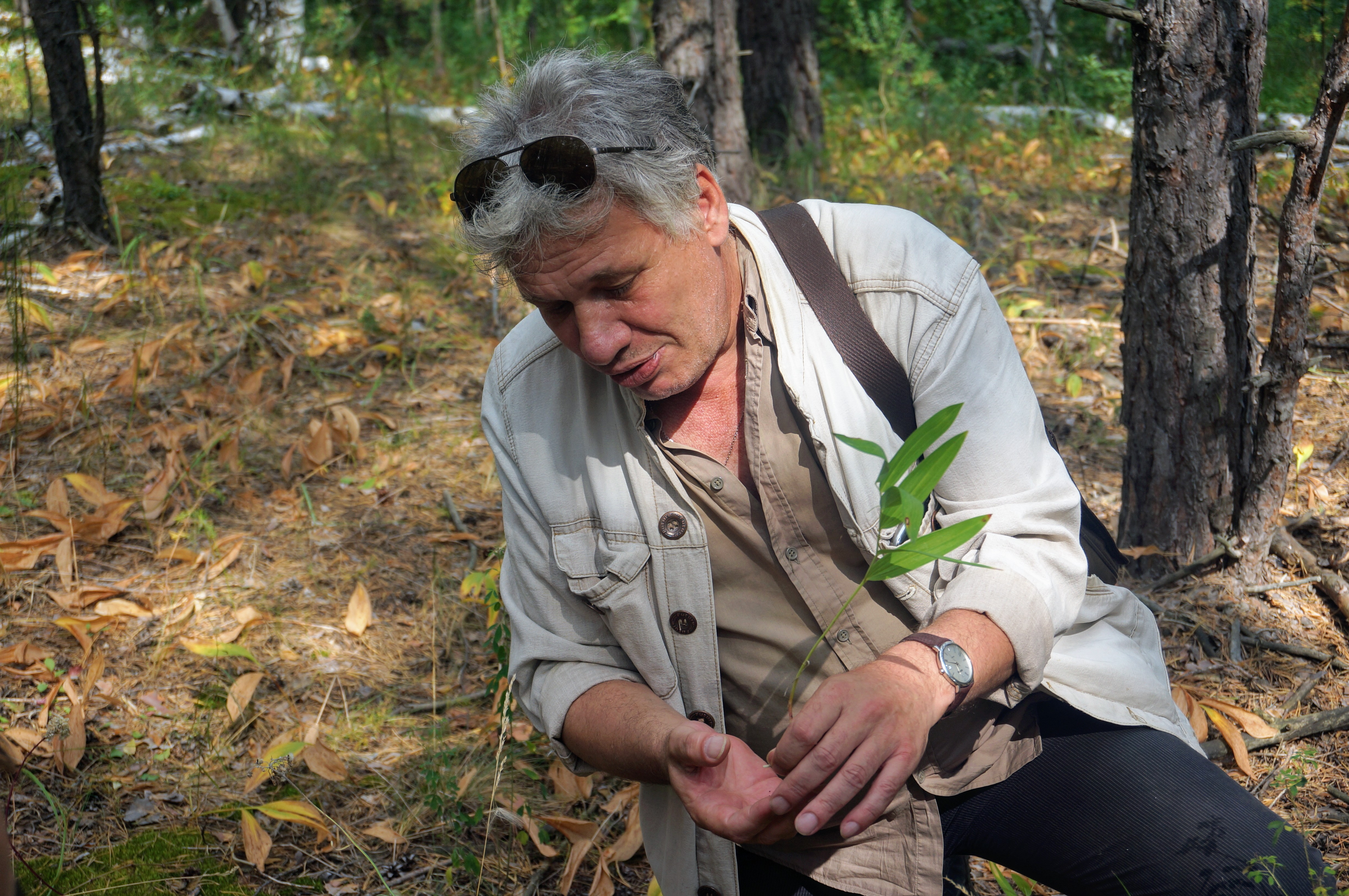
Сергей Саксонов рассказывает о растениях

Серге́й Влади́мирович Саксо́нов (9 марта 1960, Сызрань, Куйбышевская область — 16 декабря 2020, Тольятти, Самарская область) — российский учёный-ботаник, эколог, доктор биологических наук (2001), профессор (2006), академик Международной академии наук экологии и безопасности жизнедеятельности (2003), Заслуженный деятель науки Российской Федерации (2009). Являлся директором Института экологии Волжского бассейна РАН с 2018 по 2020 г. В последнее время занимал должность руководителя научного направления. Председатель Экологического совета при Министерстве природопользования, лесного хозяйства и охраны окружающей среды Самарской области. Председатель Тольяттинского отделения Русского ботанического общества. Главный редактор научного журнала «Самарская Лука: проблемы региональной и глобальной экологии», научный руководитель издательского проекта по выпуску журнала «Фиторазнообразие Восточной Европы».

## Биография

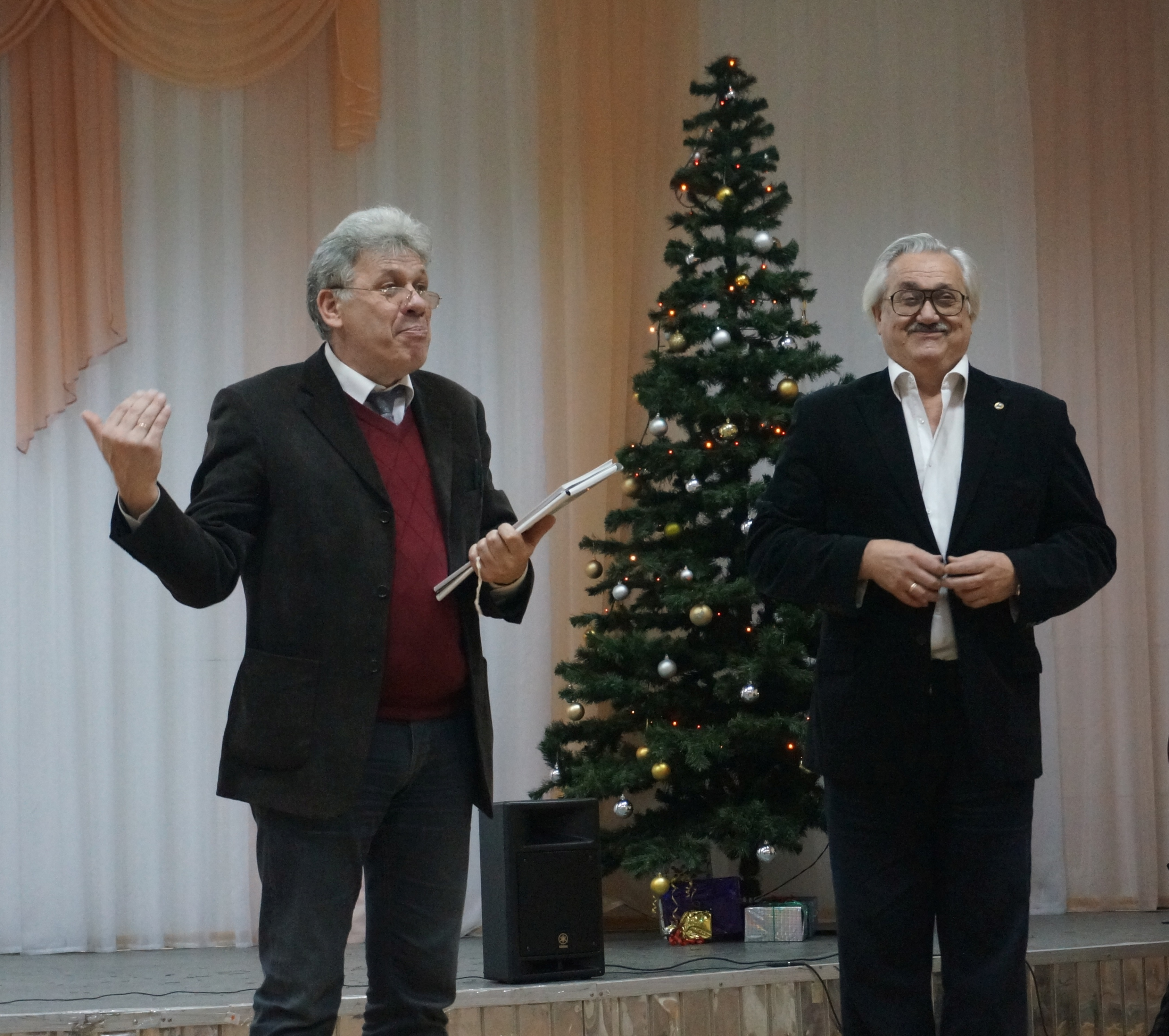
Сергей Саксонов и Геннадий Розенберг

Родился 8 марта 1960 года (по паспорту 9 марта) в Сызрани в семье плотника и швеи. В семье были также две сестры и брат. В возрасте трёх лет переехал на Самарскую Луку, в посёлок Зольное.
С 14 лет подрабатывал в научном отделе Жигулёвского заповедника, где приобрел первый опыт научной работы. В 1977 году окончил школу, устроился на работу старшим пионервожатым в тольяттинской школе № 39, где проработал два года. Ещё год проработал культмассовиком в детском лагере и отдыха «Юность» в Жигулёвске. В 1980—1982 годах проходил срочную службу в Советской армии под Мурманском в Североморске в составе инженерных войск.
В 1983 году Сергей Саксонов поступил на работу в Жигулёвский заповедник, где прошёл путь от лаборанта научного отдела до ведущего научного сотрудника.
С 1986 по 1994 году Саксонов учился на заочном отделении химико-биологическом факультета Самарского государственного педагогического института, который окончил со специальностью «учитель биологии». В 1998 году в Самарском государственном университете успешно защитил кандидатскую диссертацию «Закономерности формирования флоры Самарской Луки под воздействием природных и антропогенных факторов». В 2001 году в Институте экологии Волжского бассейна РАН защитил докторскую диссертацию «Концепция, задачи и основные подходы регионального флористического мониторинга в целях охраны биологического разнообразия Приволжской возвышенности».
С 2002 года перешёл на работу в Институт экологии Волжского бассейна РАН, где трудился сначала главным научным сотрудником лаборатории моделирования и управления экосистемами, затем заместителем директора по науке. С 2003 года возглавлял лабораторию мониторинга биоразнообразия, в 2008 году переименованную в лабораторию проблем фиторазнообразия. C января 2018 по июнь 2020 года возглавлял Институт экологии в ранге исполняющего обязанности директора.
В 2019 году был одним из кандидатов на должность директора Самарского научного центра РАН, но на состоявшихся выборах уступил академику С. Н. Шевченко.
Вместе с супругой, Надеждой Викторовной, вырастил двух сыновей, Александра и Станислава.
В 2017 году Сергею Владимировичу диагностировали лейкоз, после продолжительной болезни скоропостижно скончался 16 декабря 2020 года в Тольяттинской городской клинической больнице № 5, где проходил лечение от пневмонии, вызванной коронавирусной инфекцией. Похоронен на кладбище в посёлке Бахилова Поляна 19 декабря 2020 года.

## Научная деятельность
Сергеем Саксоновым разработаны принципы генетической классификации региональных флор, заложены основы флористического мониторинга в целях охраны биоразнообразия природных экосистем, предложена концепция ландшафтной организации флористической информации, позволяющая сравнивать флористические комплексы разного ранга, выявлять реликтовые и эндемичные комплексы, разрабатывать мероприятия по охране растительного покрова.
Является разработчиком Красной книги Самарской области.
Автор более 900 научных работ, в том числе 39 монографий, 14 учебников и учебных пособий.

### Изучение флоры
Сергеем Саксоновым описано 5 новых видов сосудистых растений: Cerastium zhiguliensis, (Caryophyllaceae), Anemonoides × korzhinsky (Ranunculaceae), Campanula spryginii (Campanulaceae), Sisymbrium pinnatisectum (Brassicaceae) и Galatella × tzvelevii (Asteraceae). Доказана видовая самостоятельность ряда таксонов из рода Thymus.
Сергей Саксонов являлся организатором экспедиций-конференций, выросших в научную школу региональной флористики. С 1999 по 2019 год было проведено 19 экспедиций-конференций, в ходе которых был собран уникальный материал по флористическому разнообразию Среднего Поволжья, выразившийся в большом цикле монографий о флористическом разнообразии исследованных природнотерриториальных комплексов.

### Редакторская деятельность
Сергей Саксонов основал ряд изданий и был их главным редактором: научные журналы «Самарская Лука: проблемы региональной и глобальной экологии» (выходит с 1991 года, до 2009 года под названием «Бюллетень Самарская Лука») и «Фиторазнообразие Восточной Европы» (выходит с 2006 года, в 2013 году главным редактором стал Сенатор С. А.), а также ботаническую газету «Flora foliumii» (с 2009 года).

### Гербарии
Во время работы в Жигулёвском заповеднике (1982—2002) Сергей Саксонов собрал большую гербарную коллекцию, тысячи листов растений, включая флористические новинки. Его сборы составили значительную часть современного коллекционного фонда гербария заповедника, насчитывавшего в 2015 году около 8600 листов, включая сборы с Жигулей, Самарской Луки, Рачейского бора. В гербарии заповедника хранятся типовые образцы трёх видов: Anemonoides × korzhinskyi, Campanula × spryginii, Cerastium zhiguliensis, впервые описанные Сергеем Владимировичем. Также благодаря его усилиям, гербарные сборы редких растений Жигулей были отправлены на хранение в крупнейшие гербарии страны в Москве и Санкт-Петербурге.
В 2002 году, после перехода Саксонова на работу в Институт экологии Волжского бассейна РАН, по его инициативе в институте также был создан гербарий, который был зарегистрирован в международной системе Index Herbariorum с кодом PVB. К 2015 году коллекция, насчитывавшая более 22 тысяч листов, стала крупнейшей в Самарской области.
Совместно с коллегами им была проведена работа по выявлению типового материала в роде Euphorbia из семейства Euphorbiaceae в гербарии им. И. И. Спрыгина (PKM) Пензенского государственного университета.

## Преподавательская деятельность
Сергей Владимирович Саксонов читал курсы общей биологии, современного естествознания в Тольяттинском государственном университете и Поволжском государственном университете сервиса. Являлся руководителем школы молодых исследователей и Поволжских ботанико-географических экспедиций-конференций. Много лет возглавлял государственную аттестационную комиссию государственную аттестационную комиссию на биологическом факультете Самарского государственного университета, Тольяттинского государственного университета, Волжского университета им. В. Н. Татищева, Самарской государственной экономической академии.
Им были разработаны авторские учебники по курсам «Концепции современного естествознания» и «Экология». В 2006 г. учебно-методический комплекс по этим дисциплинам стал победителем во II Общероссийском конкурсе учебных изданий для высших учебных заведений «Университетская книга — 2006» в номинации «Лучшее учебное издание по естественным наукам».

### Подготовка научных кадров

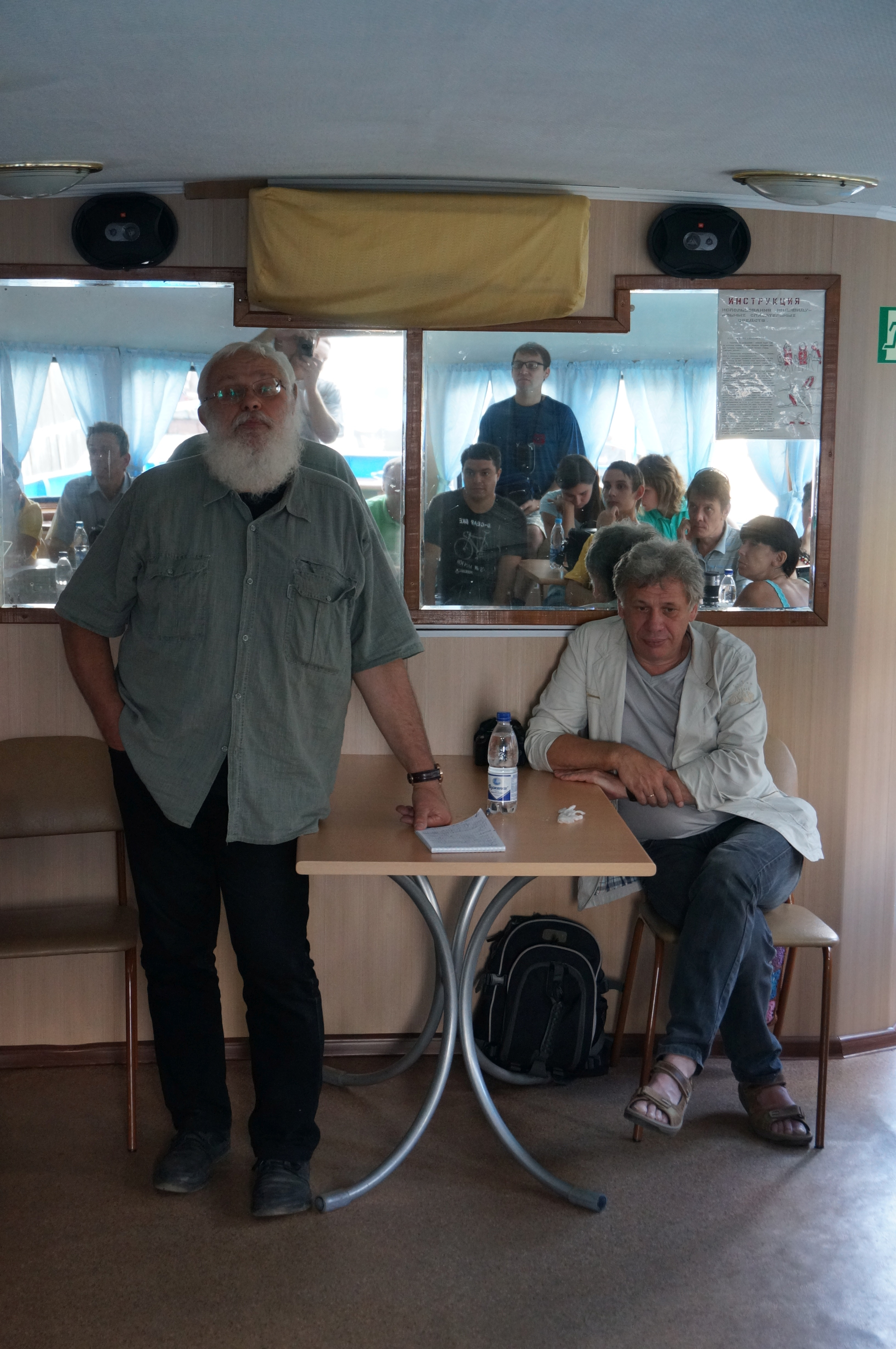
Юрий Рощевский и Сергей Саксонов в ходе пресс-тура для журналистов. 2013 год

С момента прихода в Институт экологии и до смерти С. В. Саксонов являлся заместителем председателя диссертационного совета по защитам докторских диссертаций при Институте. Им было подготовлено 13 кандидатов биологических наук (в том числе Рощевский Ю. К., Сенатор С. А., Раков Н. С.) и 3 доктора биологических наук (Абакумов Е. В., Третьякова А. С., Юрицына Н. А.)

## Общественная деятельность
Сергей Владимирович Саксонов с 1988 года был членом Русского ботанического общества, с 2013 года вошёл в состав президиума центрального совета РБО. Был также членом териологического общества при РАН (с 1986 года), Московского общества испытателей природы (с 1988 года), членом Природоохранительной комиссии при Русском географическом обществе.
Много лет Сергей Саксонов был председателем Учёного совета Жигулёвского государственного природного заповедника, заместителем председателя Учёного совета Института экологии Волжского бассейна РАН, научным руководителем экологического музея и дендрария Института экологии.
Являлся членом комиссии при губернаторе Самарской области по присуждению грантов талантливой молодежи, с 2009 по 2014 год был председателем общественного экологического совета при министерстве лесного хозяйства, природопользования и охраны окружающей среды Самарской области.
В 2003 году Сергей Саксонов был избран академиком Международной академии экологии и безопасности жизнедеятельности.

## Награды и признание
С. В. Саксонов дважды был удостоен Самарской губернской премии в области науки и техники (1999, 2007 гг.) В 2007 году за заслуги в области сохранения биоразнообразия был удостоен премии имени И. И. Спрыгина, присуждаемой Жигулёвским заповедником. За природоохранную деятельность был награждён минприроды России был награждён почётной грамотой и знаком «За заслуги в заповедном деле» (2002) и почётной грамотой минприроды Самарской области (2006), за организаторскую работу — почётной грамотой Самарской Губернской думы (2003).
В 2007 году был награждён медалью имени В. А. Легасова, присуждаемой Международной академией экологии и безопасности жизнедеятельности за большой вклад в развитие региональной экологии. В 2009 году Сергею Владимировичу было присвоено звание «Заслуженный деятель науки Российской Федерации». В 2013 году получил благодарность губернатора Самарской области.
Именем учёного назван мятлик Саксонова (Poa saksonovii) — редкий вид растений, узколокальный эндемик Жигулёвской возвышенности.

## Труды
- Саксонов С. В., Терентьева М. Е. Новые данные о редких растениях Жигулевского заповедника (Материалы к Красной книге России) // Самарская Лука: Бюллетень. — 1991. — № 2. — С. 77—100.
- Саксонов С. В., Голуб В. Б., Ужамецкая Е. А. Характеристика каменистых степей Жигулевских гор // Самарская Лука: Бюллетень. — 1995. — № 6. — С. 73—96.
- Саксонов С. В., Матвеев В. И., Соловьева В. В. Флора и растительность материковых водоемов Жигулевского заповедника // Самарская Лука на пороге третьего тысячелетия: (Материалы к докладу «Состояние природного и культурного наследия Самарской Луки»). — Тольятти, 1999. — С. 105—108.
- Саксонов С. В., Матвеев В. И., Соловьева В. В. К познанию флоры материковых водоемов Жигулевского заповедника // Самарская Лука: Бюллетень. — 1996. — № 7. — С. 213—217.
- Саксонов С. В. Природные территориальные объекты Жигулевского заповедника // Самарская Лука на пороге третьего тысячелетия: (Материалы к докладу «Состояние природного и культурного наследия Самарской Луки»). — Тольятти, 1999. — С. 234—243.
- Саксонов С. В., Матвеев В. И., Соловьева В. В. Экология водных растений. — Самара: Изд-во СамНЦ РАН, 2004. — С. 20—21.
- Саксонов С. В., Юрицына Н. А. О некоторых редких растительных сообществах юго-востока Ульяновской области // Природное наследие России: изучение, мониторинг, охрана: Материалы Междунар. конф. — Тольятти: ИЭВБ РАН, 2004. — С. 312—314.
- Саксонов С. В., Конева Н. В. Конспект семейства сытевых (Cyperaceae) Самарской области // Известия Самарского научного центра РАН. Спец. вып. «Актуальные проблемы экологии». 2005. Вып. 4. — С. 190—204.
- Саксонов С. В., Розенберг Г. С., Краснобаев Ю. П., Назаров В. И. Совместная деятельность Институт экологии Волжского бассейна РАН, Жигулёвского заповедника и национального парка «Самарская Лука» по изучению и сохранению природы региона // История заповедного дела: Материалы междунар. науч. конф. Борисовка, 2005. — С. 176—178.
- Саксонов С. В., Иванова А. В., Розенберг Г. С. Опыт количественного анализа флористического разнообразия и флористической структуры Самарской Луки // Экология. 2006. № 5. — С. 332—339.
- Саксонов С. В. Проблемы охраны растительного мира Самарской области // Зелёная книга Самарской области: редкие и охраняемые растительные сообщества. Самара: СамНЦ РАН, 2006. — С. 176—184.
- Саксонов С. В., Бирюкова Е. Г., Задульская О. А., Иванова А. В., Ильина Н. С., Конева Н. В., Кудинов К. А., Плаксина Т. И., Устинова А. А. Молочайноцветные (Euphorbiales, Euphorbiaceae), розоцветные (Rosales, Rosaceae), миртоцветные (Myrtales, Onagraceae), ворсянкоцветные (Dipsacales, Valerianaceae, Dipsacaceae) в Красной книге Самарской области // Фиторазнообразие Восточной Европы. 2006. № 1. С. 159—177.
- Саксонов С. В., Ильина В. Н. Семейство бобовые (Fabaceae, Leguminosae) Самарской области // Известия Самарского научного центра РАН, 2006. Т. 8, № 2. — С. 504—521.
- Saksonov S.V., Vasyukov V.M., Ivanova A.V., Koneva N.V. Vascular Plants As Indicators Of the Global Climate Changes (basend on the example of the Volga basin) // Climate Ghanqe and Possible Implications for the Volga Bssin Ecolosystem. The Volga River Basin in 50 years: Perspectives and Forecast: Materials of the Conf. Togliatti: British Council, 2007. — P. 25—26.
- Саксонов С. В., Сенатор С. А. Охраняемые и рекомендуемые к охране ботанические памятники природы Волго-Иргизского ландшафтного района (в пределах Самарской области) // Известия Самарского научного центра РАН, 2007. Т. 9, № 4. — С. 930—936.
- Саксонов С. В., Самаролукский флористический феномен / отв. ред. Г. С. Розенберг; Институт экологии Волжского бассейна РАН. — М.: Наука. 2006. — 263 с.